# Þórólfr Mostrarskegg
Þórólfr Mostrarskegg († um 918) war einer der ersten Siedler in der Snæfellsnes-Region um Þórsnes bei dem Helgafell in Island. Seine Biographie wird mit fiktionalen und mythischen Elementen in der Eyrbyggja saga literarisch aufbereitet beschrieben. Die Historizität des Thorolf Mostrarskegg ist analog zu anderen Personen oder Figuren aus der frühen Sagazeit umstritten.
Þórólfrs eigentlicher Name war Hrólfr Ǫrnólfsson. Sein Vater war Fischer in Norwegen. Þórólfrs Beiname „Mostrarskegg“ bedeutet zu Deutsch „Mostbart“, eine topische Anspielung auf dessen Trinkfestigkeit. Er wird als ein großer Anbeter des Thor beschrieben und war bekannt für seine zahlreichen außergewöhnlich aufwändigen Opferhandlungen. Infolge der rigiden Politik des norwegischen Königs Harald Schönhaar gegen die Autonomie der Stammeshäuptlinge in den vor allem nördlicheren Regionen Norwegens, geriet Þórólfr in eine Konfliktstellung zu Harald, die zu seiner Abwanderung nach Island führte. 

„Viele seiner Freunde entschlossen sich mit ihm zur Fahrt. Er brach den Tempel ab und nahm das meiste Holz, aus dem er gebaut war, mit sich, und ebenso die Erde unter dem Altar, auf dem Thor (als Idol) gesessen hatte. Danach stach Thorolf in See … Da warf Thorolf seine Hochsitzpfeiler über Bord, die in dem Tempel gestanden hatten; in einen von ihnen war ein Bild Thors geschnitzt. Er bestimmte, dass er sich dort auf Island ansiedeln wolle, wo Thor sie an Land kommen ließe … Er nahm Land im Süden des Fjordes … Danach suchten sie das Land ab und fanden, dass Thor an einem weiter nach dem Meer zu gelegenen Vorgebirge … mit den anderen Pfeilern an Land gekommen war. Das hieß seitdem „Thorness“.“